# سد اسلام
سد اسلام (به انگلیسی: Islam Headworks) یک سد رودخانه‌ای در پاکستان است که در تحصیل حاصل‌پور واقع شده‌است.